# Parabole des vignerons infidèles
Les Vignerons infidèles est une parabole de Jésus-Christ retranscrite dans les Évangiles de Matthieu (Mt 21, 33-46), Marc (Mc 12, 1-12) et Luc (Lc 20, 9-19), et dans l'Evangile apocryphe de Thomas (Thomas 65). Elle incite à porter du fruit c'est-à-dire à être fidèle et obéissant aux commandements christiques. Elle menace du châtiment divin quiconque rejettera Jésus.

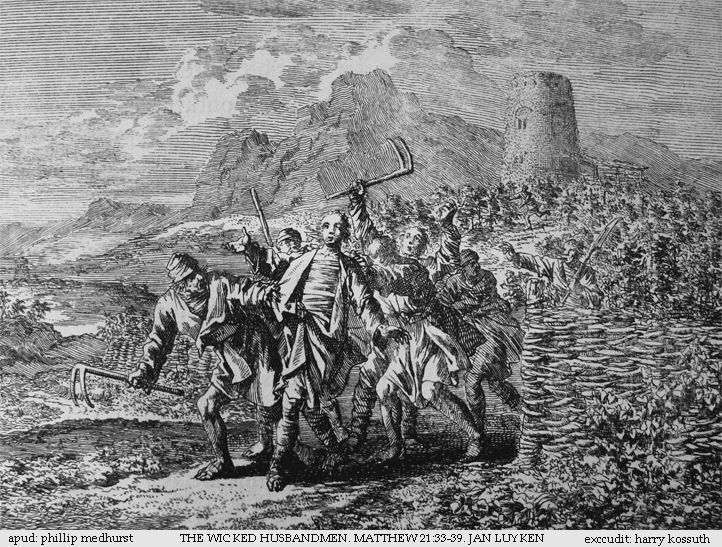
Les Vignerons infidèles de la Bible Bowyer, XIXe siècle.

## Les différentes versions de la Parabole des Vignerons infidèles

### Évangile selon Matthieu(Mt 21, 33-46)
33 « Écoutez une autre parabole. Il y avait un propriétaire qui planta une vigne, l’entoura d’une clôture, y creusa un pressoir et bâtit une tour ; puis il la donna en fermage à des vignerons et partit en voyage.
34  Quand le temps des fruits approcha, il envoya ses serviteurs aux vignerons pour recevoir les fruits qui lui revenaient.
35  Mais les vignerons saisirent ces serviteurs ; l’un, ils le rouèrent de coups ; un autre, ils le tuèrent ; un autre, ils le lapidèrent.
36  Il envoya encore d’autres serviteurs, plus nombreux que les premiers ; ils les traitèrent de même.
37  Finalement, il leur envoya son fils, en se disant : Ils respecteront mon fils.
38  Mais les vignerons, voyant le fils, se dirent entre eux : C’est l’héritier. Venez ! Tuons-le et emparons–nous de l’héritage.
39  Ils se saisirent de lui, le jetèrent hors de la vigne et le tuèrent.
40  Eh bien ! lorsque viendra le maître de la vigne, que fera‑t‑il à ces vignerons-là ? »
41  Ils lui répondirent : « Il fera périr misérablement ces misérables, et il donnera la vigne en fermage à d’autres vignerons, qui lui remettront les fruits en temps voulu. »
42  Jésus leur dit : « N’avez-vous jamais lu dans les Écritures : La pierre qu’ont rejetée les bâtisseurs, c’est elle qui est devenue la pierre angulaire ; c’est là l’œuvre du Seigneur : Quelle merveille à nos yeux.
43  Aussi je vous le déclare : le Royaume de Dieu vous sera enlevé, et il sera donné à un peuple qui en produira les fruits.
44  Celui qui tombera sur cette pierre sera brisé, et celui sur qui elle tombera, elle l’écrasera. »
45  En entendant ses paraboles, les grands prêtres et les Pharisiens comprirent que c’était d’eux qu’il parlait.
46  Ils cherchaient à l’arrêter, mais ils eurent peur des foules, car elles le tenaient pour un prophète. (Matthieu 21:33-46, d'après la Traduction Œcuménique de la Bible)

### Évangile selon Marc(Mc 12, 1-12)
1 Et il se mit à leur parler en paraboles. « Un homme a planté une vigne, l’a entourée d’une clôture, il a creusé une cuve et bâti une tour ; puis il l’a donnée en fermage à des vignerons et il est parti.
2  Le moment venu, il a envoyé un serviteur aux vignerons pour recevoir d’eux sa part des fruits de la vigne.
3  Les vignerons l’ont saisi, roué de coups et renvoyé les mains vides.
4  Il leur a envoyé encore un autre serviteur ; celui-là aussi, ils l’ont frappé à la tête et insulté.
5  Il en a envoyé un autre–celui-là ils l’ont tué, puis beaucoup d’autres : ils ont roué de coups les uns et tué les autres.
6  Il ne lui restait plus que son fils bien-aimé. Il l’a envoyé en dernier vers eux en disant : Ils respecteront mon fils.
7  Mais ces vignerons se sont dit entre eux : C’est l’héritier. Venez ! Tuons-le, et nous aurons l’héritage.
8  Ils l’ont saisi, tué et jeté hors de la vigne.
9  Que fera le maître de la vigne ? Il viendra, il fera périr les vignerons et confiera la vigne à d’autres.
10  N’avez–vous pas lu ce passage de l’Écriture : La pierre qu’ont rejetée les bâtisseurs, c’est elle qui est devenue la pierre angulaire.
11  C’est là l’œuvre du Seigneur : quelle merveille à nos yeux ! »
12  Ils cherchaient à l’arrêter, mais ils eurent peur de la foule. Ils avaient bien compris que c’était pour eux qu’il avait dit cette parabole. Et le laissant, ils s’en allèrent. (Marc 12:1-12, d'après la Traduction Œcuménique de la Bible)

### Évangile selon Luc(Lc 20, 9-19)
9 Et il se mit à dire au peuple cette parabole : « Un homme planta une vigne, il la donna en fermage à des vignerons et partit pour longtemps.
10  Le moment venu, il envoya un serviteur aux vignerons pour qu’ils lui donnent sa part du fruit de la vigne ; mais les vignerons le renvoyèrent roué de coups et les mains vides.
11  Il recommença en envoyant un autre serviteur ; lui aussi, ils le rouèrent de coups, l’insultèrent et le renvoyèrent les mains vides.
12  Il recommença en envoyant un troisième ; lui aussi, ils le blessèrent et le chassèrent.
13  Le maître de la vigne se dit alors : Que faire ? Je vais envoyer mon fils bien-aimé. Lui, ils vont bien le respecter.
14  Mais, à la vue du fils, les vignerons firent entre eux ce raisonnement : C’est l’héritier. Tuons-le pour que l’héritage soit à nous !
15  Et le jetant hors de la vigne, ils le tuèrent. Que leur fera donc le maître de la vigne ?
16  Il viendra, il fera périr ces vignerons et confiera la vigne à d’autres. » A ces mots, ils dirent : « Non, jamais ! »
17  Mais Jésus, les regardant en face, leur dit : « Que signifie donc ce texte de l’Écriture : La pierre qu’ont rejetée les bâtisseurs, c’est elle qui est devenue la pierre angulaire ?
18  Tout homme qui tombe sur cette pierre sera brisé, et celui sur qui elle tombera, elle l’écrasera. »
19  Les scribes et les grands prêtres cherchèrent à mettre la main sur lui à l’instant même, mais ils eurent peur du peuple. Ils avaient bien compris que c’était pour eux qu’il avait dit cette parabole. (Luc 20:9-19, d'après la Traduction Œcuménique de la Bible)

### Evangile apocryphe de Thomas
Logion 65. Il a dit : Un homme, un [usurier], avait une vigne, qu’il donna à des vignerons pour qu’ils la travaillent et qu’il en perçoive le fruit de leurs mains. Il envoya son serviteur pour que les vignerons lui donnent le fruit de la vigne. Ils saisirent son serviteur et le frappèrent, peu s’en fallut qu’ils ne le tuent. Le serviteur s’en alla et (le) dit à son maître. Son maître dit : Peut-être ne les a‑t‑il pas connus. Il envoya un autre serviteur ; les vignerons frappèrent l’autre aussi. Alors le maître envoya son fils. Il dit : Peut-être respecteront-ils mon fils ? Ces vignerons, lorsqu’ils connurent que c’est lui l’héritier de la vigne, s’emparèrent de lui et le tuèrent. Celui qui a des oreilles, qu’il entende !
Logion 66. Jésus a dit : Montrez-moi la pierre qu’ont rejetée les bâtisseurs, c’est elle la pierre d’angle. (Évangile de Thomas, logia 65 et 66)

## Interprétations
- Dans son homélie LXVIII sur saint-Matthieu, Jean Chrysostome dit que les serviteurs envoyés sont les prophètes, et le Fils du vigneron, Jésus-Christ. Dieu demande aux humains de porter du fruit telle la vigne de cette parabole ; cela rejoint la parabole du Vrai cep (voir Jn 15. 1-12). La pierre d'angle est aussi Jésus-Christ[1].

- Lors de l'angélus du dimanche 2 octobre 2011, le pape Benoît XVI commente que la vigne, le peuple de Dieu, doit travailler pour le bien et que les croyants doivent rester fidèles au Christ afin de porter le fruit souhaité, le fruit de la compassion [2].

- Dans leur commentaire de cette parabole, l'exégète Daniel Marguerat et Emmanuelle Steffelk indiquent que le meurtre du fils bien-aimé est une « allégorie de la Passion » du Christ. Ils ajoutent à propos du rejet de la pierre angulaire (Luc, 20, 15-19) que « la pierre rejetée [Jésus] devient pierre dangereuse », pierre d'écrasement. On comprend que « l'attitude à son égard [à l'égard de Jésus] décide du sort ultime de la personne ». "En clair : ceux qui méprisent Jésus s'exposent au jugement divin[3]".